# Girafsprog
 Denne artikel bør gennemlæses af en person med fagkendskab for at sikre den faglige korrekthed.

Girafsprog er en sproglig metode til kommunikation, som er udviklet af den amerikanske psykolog Marshall Rosenberg. Det kaldes også ikke-voldelig kommunikation og er en metode til kommunikation i en given konflikt. Metoden består af 4 trin:
Trin 1: (Hvad skete der)
Man tager udgangspunkt i fakta og beskriver disse, mens man undlader at fortolke eller blande følelser ind.
Trin 2: (Følelser)
Man udtrykker, hvad man føler/følte i den beskrevne situation.
Trin 3: (Behov)
Man udtrykker, hvilke behov man har i den forbindelse, dækkede og udækkede behov.
Trin 4: (Anmodning)
Hvad kan man konkret anmode hvem om for at få dækket behovene.
Betegnelsen giraf henviser til giraffens store hjerte (selvom en giraf ikke har et større hjerte i forhold til sin kropsvægt), som symboliserer medfølelse, og lange hals, som giver overblik – man forsøger at beskue konflikten "oppefra".
Her et eksempel:
(Girafsprog) Samtale i personalegruppen omkring ferieordning
Trin 1: Jeg har ikke haft ferie i skolernes sommerferie i 3 år.
Trin 2: Jeg bliver ked af det, fordi jeg måtte aflyse vores ferie til Spanien sidste år.
Trin 3: Jeg har brug for ferie med min familie.
Trin 4: Kan vi bytte, så jeg kan komme til Spanien med min familie i år?
Ulvesprog

Modsat giraffen er ulven, som i sit sprog angriber og anklager den anden. De fire tilsvarende punkter for ulvesprog er:
Trin 1: Man iagttager ikke, men vurderer, dømmer og anklager. 

Trin 2: Man reagerer umiddelbart på sine følelser, og forholder sig ikke kritisk til dem. 

Trin 3: Man ser ikke et behov, men beskylder og bebrejder. 

Trin 4: Man beder ikke, men stiller krav og beordrer. 

Inden for andre grene af kommunikationspsykologien arbejdes tilsvarende med uglesprog, rævesprog, løvesprog osv.